# Місячні ночі
«Місячні ночі» (рос. «Лунные ночи») — радянський художній фільм 1966 року, знятий на кіностудії «Мосфільм» і ТО «Екран».

## Сюжет
Саша приїхав до свого діда — лісника в гості. Він думав, що в заповідній лісовій глушині, біля річки оселилася непробудна тиша і що йому вдасться спокійно відпочити. Але тут йде своє складне життя. Виявилося, що дід веде справжню війну з браконьєрами, які глушать осетра, який йде на нерест. Спочатку Саша всього лише сторонній спостерігач. Але після несподіваної смерті діда він починає розуміти, що дід, крім двостволки і нехитрого скарбу, заповідав йому свою незакінчену боротьбу. Ніщо не тримає його тут. Ніщо крім совісті. Ніхто йому нічого не доручав, ніхто не обіцяв ні зарплати, ні подяки за охорону природних багатств, ніхто не запитає за загублену рибу. Він вирішив боротися. Можливо, на його рішення залишитися спочатку вплинула Ірина (Тетяна Конюхова) — молодий іхтіолог. Вона красива, працьовита, недурна. І Саші здалося, що він покохав її. Але Ірині здається дивним, що людина лізе не в свою справу, коли йому ніхто нічого не доручав.
Ближче до Сашка виявилася інша дівчина. І, як не дивно, — Лідка, дочка і наречена двох злісних браконьєрів. Поки вона ще не встала повністю на бік Саші, але вже робить спроби боротися зі своїм батьком і нареченим. Сценарист і режисер не захотіли закінчувати повість розв'язкою, що ставить крапки над «і». Вони залишають глядачеві можливість додумати подальший розвиток подій.

## У ролях
- Валентин Грачов — Саша
- Любов Корнєва — Ліда, дочка Кузьмича
- Тетяна Конюхова — Ірина, іхтіолог
- Петро Любешкін — Кузьмич, залізничник
- Валерій Малишев — Семен
- Микола Сергєєв — дід Павло Дмитрович, лісник
- Микола Смирнов — Ярчук, лісник сусіднього господарства
- Віталій Коміссаров — член бригади
- Валентина Ананьїна — дружина лісника Ярчука
- Олександр Январьов — бригадир
- Лариса Віккел — член бригади
- Ігор Суровцев — член бригади
- Іван Савкін — епізод
- Інна Титова — член бригади
- Михайло Пташук — епізод
- Павло Бичков — епізод

## Знімальна група
- Режисер — Юрій Решетников
- Сценарист — Ефраїм Севела
- Оператори — Володимир Захарчук, Михайло Коропцов
- Композитор — Роман Леденьов
- Художники — Петро Веременко, Наталія Мєшкова